# Antipatros Etesias
Antipatros Etesias (řecky Άντίπατρος Έτησίας) byl makedonský král a syn Kassandrova bratra Fillipa. Králem se stal po smrti Ptolemaia Kerauna a vyhnání Meleagra. Vládl však jen 45 dnů, protože byl brzy sesazen Sósthenem, snad bývalým Lysimachovým generálem. V některých částech Makedonie si však udržel moc a definitivně byl poražen až Antigonem II. Gonatásem. Podařilo se mu uprchnout do Egypta, odkud se později s podporou egyptského krále Ptolemaia III. Euergeta znovu neúspěšně pokusil získat makedonský trůn.